# Deng Yawen
Deng Yawen (n. 17 octombrie 2005, Luzhou⁠(d), Sichuan, Republica Populară Chineză) este o ciclistă de performanță ce a reprezentat Republica Populară Chineză, medaliată olimpică. A participat la o ediție a Jocurilor Olimpice (2024) în care a câștigat o medalie de aur.

## Participări
Lista de mai jos prezintă principalele competiții la care a participat Deng Yawen de-a lungul carierei.
- Ciclism la Jocurile Olimpice de vară din 2024 - Cursa feminină de freestyle